# Saint-Hilaire-de-Clisson
Saint-Hilaire-de-Clisson è un comune francese di 2 001 abitanti situato nel dipartimento della Loira Atlantica nella regione dei Paesi della Loira.

## Società

### Evoluzione demografica
Abitanti censiti